# St Germans (stacja kolejowa)
 St Germans – stacja kolejowa w miejscowości St Germans na linii Cornish Main Line. 

## Ruch pasażerski
Stacja w St Germans obsługuje ok. 54 130 pasażerów rocznie (dane za okres od kwietnia 2021 do marca 2022). Stacja obsługuje połączenia z Plymouth.